# Ana Montes

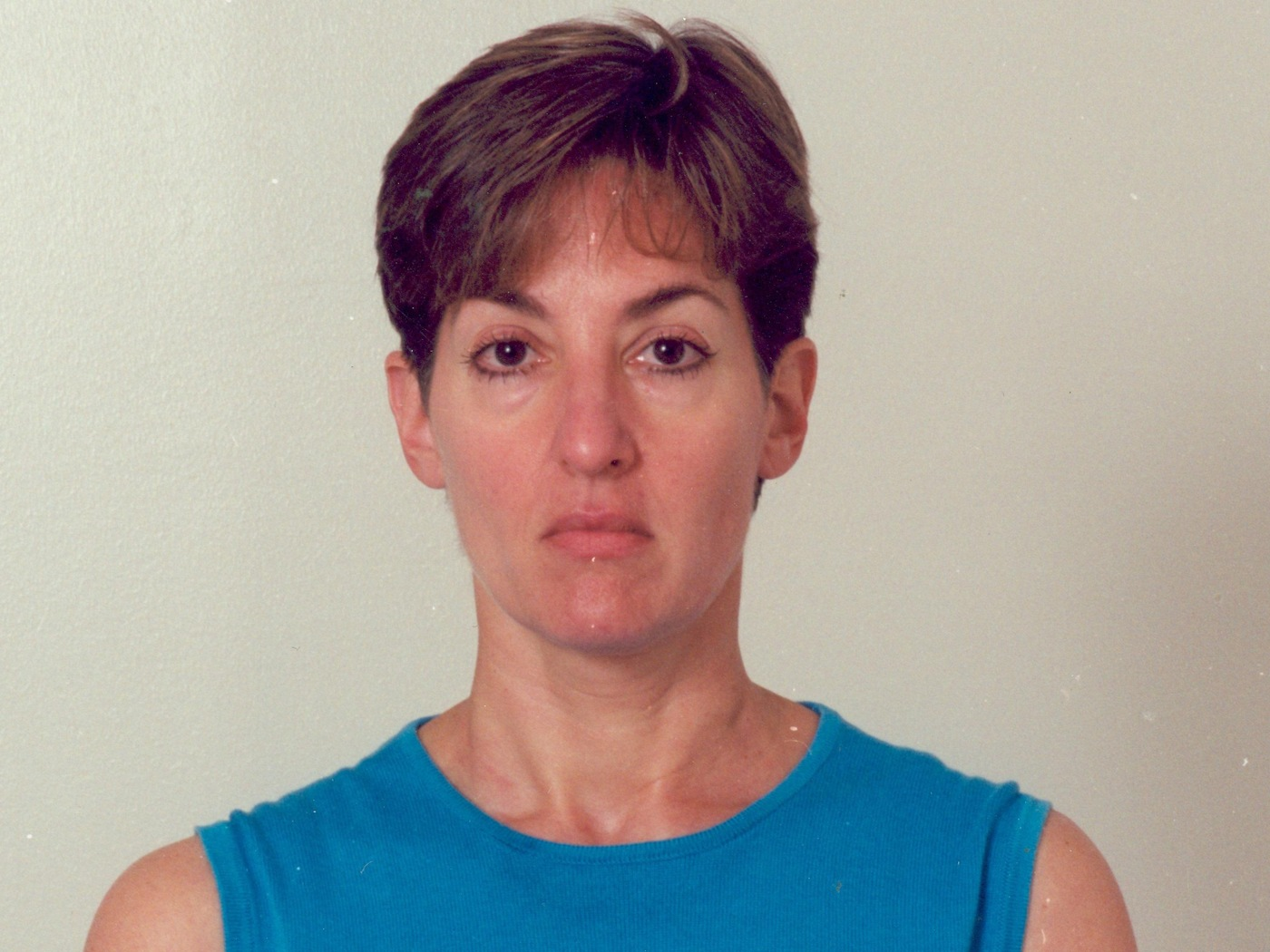
FBI-Foto nach Ana Montes' Gefangennahme, 2001

Ana Belén Montes (* 28. Februar 1957 in Nürnberg, Bundesrepublik Deutschland) ist eine ehemalige Analystin des US-Nachrichtendienstes Defense Intelligence Agency (DIA) und Spionin für den kubanischen Nachrichtendienst DI. Sie arbeitete als führende Analystin des DIA speziell zu Kuba, jedoch auch zu Operationen in Mittel- und Südamerika allgemein. Gleichzeitig verriet sie geheime Informationen an den kubanischen Geheimdienst DI. Sie gilt als Überzeugungstäterin und wurde für ihre Spionagetätigkeit nicht entlohnt. Nach Einschätzung von US-Sicherheitsexperten hatte sie durch ihre Aktivitäten „größten Schaden“ angerichtet und „alles - praktisch alles - kompromittiert, was [die US-amerikanischen Geheimdienste] über Kuba wussten und wie sie in Kuba operierten“. 2001 wurde sie enttarnt, festgenommen und später zu einer 25-jährigen Haftstrafe verurteilt. Am 6. Januar 2023 wurde sie nach mehr als 20 Jahren Haft wieder aus dem Gefängnis entlassen.

## Leben

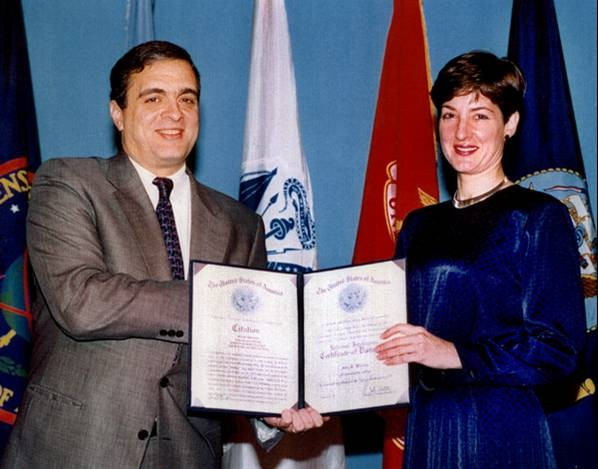
Ana Montes mit George Tenet, 1997

Ana Belén Montes wurde als Tochter des Psychiaters der United States Army Alberto Montes auf einem US-Militärstützpunkt in der BRD geboren. Ihr Vater war in Nürnberg stationiert. Ihre Familie hat Wurzeln in Asturien und ihre Großeltern waren aus Puerto Rico emigriert. Ihre Familie lebte später in Topeka, Kansas und Towson, Maryland. Dort schloss sie 1975 die High School ab und erhielt 1979 einen Abschluss in Außenpolitik von der University of Virginia. 1988 schloss sie ihren Master an der Johns Hopkins University School of Advanced International Studies ab.
Den entscheidenden Impuls für ihre spätere Aktivität als Spionin bildete ihre Empörung über die Politik der Reagan-Regierung in Lateinamerika und die US-amerikanische Unterstützung für die „Contras“ in Nicaragua. 1984 kam sie in New York City in Kontakt mit einem kubanischen Geheimdienstler und erklärte sich spontan bereit, für den kubanischen Geheimdienst zu arbeiten „um Nicaragua zu helfen“. Im folgenden Jahr reiste sie nach Havanna und absolvierte dort eine geheimdienstliche Ausbildung.
1985 wurde sie „Junior Analyst“ beim US-Militärgeheimdienst Defense Intelligence Agency (DIA). Im Hauptsitz der DIA in Washington, D.C. analysierte Mentes fortan die Lage in Nicaragua und in Kuba. Ab 1992 wurde sie mehrfach für geheime Aufträge in die Interessenvertretung der USA in Havanna geschickt, u. a. 1998 zur Beobachtung des Besuchs von Papst Johannes Paul II. Ana Belén stieg zur leitenden DIA-Analystin für Kuba auf und hatte so Zugang zu allen relevanten Daten zu der Insel. Sie wurde wegen ihrer exzellenten Expertise geschätzt und von Kollegen bald „The Queen of Cuba“ genannt. Sie wurde als Abteilungsleiterin Mitglied der „Kuba-Arbeitsgruppe“, einer AG aus den führenden Analysten von DIA, CIA, Vertretern des Außenministeriums und des Weißen Hauses. Die Gruppe traf sich regelmäßig zu Lagebesprechungen.
Klassifizierte Dokumente nahm Montes nicht mit nach Hause oder kopierte sie, sondern prägte sich die wichtigen Details ein. Zuhause tippte sie die wichtigsten Daten und Namen in ihren Laptop und kopierte sie auf verschlüsselte Disketten, die sie anschließend kubanischen Kontaktpersonen übergab. Die Übergabemodalitäten erhielt sie mittels Agentenfunk mitgeteilt. Das CI sendete Zahlenfolgen auf einer Kurzwellenfrequenz, welche Montes per Weltempfänger aufnahm und mittels eines Dechiffrierungsprogramms auf ihrem Rechner entschlüsselte.
Laut FBI berichtete 1996 ein DIA-Kollege seinen Vorgesetzten, Montes stehe unter dem Einfluss eines kubanischen Dienstes. Der Vorgesetzte befragte sie daraufhin und Montes bestritt die Vorwürfe. Als der Vorgesetzte im Jahr 2000 erfahren habe, dass das FBI Hinweise auf einen kubanischen Spion in Washington, D.C. hatte, kontaktierte er laut FBI die Ermittler. Das FBI führte sie als „BLUE WREN“ (englisch für „blauer Zaunkönig“). Agenten der Gegenspionage des DIA beobachteten, dass sie nach der Arbeit immer wieder Münztelefone benutzte. Sie stellten fest, dass Montes die Nummern von Pagern anrief. Als Ana Montes auf Geschäftsreise war, durchsuchten die Ermittler ihre Wohnung, fanden ein Kurzwellenradio sowie Hinweise auf die Krypto-Disketten. Unklar war jedoch, mit wem Montes kommunizierte.
Als Hausmeister verkleidet durchsuchten Mitarbeiter des FBI-Technical Teams Montes Handtasche und fanden einen kleinen Zettel, worauf eine handgeschriebene Chiffre stand. Als eigentliche Verschlüsselungsmethode zur Datenübermittlung nutzte der CI eine Weiterentwicklung der freien PGP-Technik.
Nach den Anschlägen vom 11. September 2001 und in Erwartung des Irakkrieges beschlossen die Dienste, Ana Montes nun festzunehmen. Montes wurde am 21. September 2001 unter dem Vorwurf der Spionage für Kuba verhaftet. Im März 2002 gestand Ana Belen Montes, 16 Jahre lang für Kuba Informationen beschafft zu haben. Auf ihrem Laptop fanden FBI-Ermittler ein verstecktes Entschlüsselungsprogramm sowie Zahlenfolgen, von denen sie wussten, dass sie kurz zuvor per Kurzwelle von Kuba aus gesendet worden waren. Montes legte vor Gericht ein Teilgeständnis ab. Im Oktober 2002 wurde sie zu einer Gefängnisstrafe von 25 Jahren verurteilt.
Ana Belén Montes saß mit der Gefangenen-Nr. 25037-016 in der psychiatrischen Abteilung des „Federal Medical Centers“ (FMC) Carswell, welches zum Komplex des US-Marinestützpunkts Fort Worth in Texas gehört. Sie saß in Isolationshaft und durfte nur Kontakt zu ihren nächsten Angehörigen unterhalten. Bis zu seinem Tod kam nur ihr Vater zu Besuch, während ihre übrige Familie sich wegen ihres Engagements für Kuba von ihr losgesagt hatte.
Am 6. Januar 2023 wurde sie nach Verbüßung des Großteils ihrer Haftstrafe aus dem Gefängnis entlassen. Danach ließ sie sich in Puerto Rico, der Wahlheimat ihrer Großeltern nieder. Ihr neues Leben wolle sie ruhig und privat verbringen. Deshalb werde sie für keinerlei mediale Aktivitäten zur Verfügung stehen. Statt sich auf sie zu fokussieren, solle man lieber die Aufmerksamkeit auf die massiven Probleme Puerto Ricos oder auf das US-Embargo gegen Kuba richten, welches sie hart kritisierte.

## Motive
Ana Belén Montes nahm für ihre 16-jährige Informationsweitergabe an das DI keinerlei Gegenleistung an. Von einigen Beobachtern wird sie als überzeugte Sozialistin im Sinne Kubas beschrieben. Vor Gericht sagte sie, sie habe spioniert, weil sie die US-Außenpolitik gegenüber Kuba als „unfair und grausam“ empfunden habe.